# Cantemir (arrondissement)
Cantemir is een arrondissement van Moldavië. De zetel van het arrondissement is Cantemir. Het arrondissement heeft een bevolking van 62.500 (01-01-2012).
De 27 gemeenten, incl. deelgemeenten (localitățile) van Cantemir:
- Antonești, incl. Leca
- Baimaclia, incl. Acui en Suhat
- Cania, incl. Iepureni
- Cantemir, met de titel orașul (stad)
- Capaclia
- Chioselia, incl. Țărăncuța
- Cîietu, incl. Dimitrova
- Ciobalaccia, incl. Flocoasa en Victorovca
- Cîrpești
- Cîșla, incl. Șofranovca
- Cociulia
- Coștangalia
- Enichioi, incl. Bobocica, Floricica en Țolica
- Gotești, incl. Constantinești
- Haragîș
- Lărguța
- Lingura, incl. Crăciun en Popovca
- Pleșeni, incl. Hănăseni en Tătărășeni
- Plopi, incl. Alexandrovca, Hîrtop en Taraclia
- Porumbești
- Sadîc, incl. Taraclia
- Șamalia
- Stoianovca
- Tartaul
- Țiganca, incl. Ghioltosu en Țiganca Nouă
- Toceni, incl. Vîlcele
- Vișniovca.